# HEART OF SUMMER
『HEART OF SUMMER』（ハート・オブ・サマー）は、日本のロックバンドであるTUBEの1枚目のオリジナル・アルバム。
1985年7月1日にCBS・ソニーからリリースされた。ビーイング主催のアマチュアコンテスト「シルクロード音楽祭」にて、ベスト・ボーカリスト賞を受賞した前田亘輝とベスト・ギタリスト賞を受賞した春畑道哉を中心に結成された前身バンド「パイプライン」から改名されたTUBEのファーストアルバムであり、バンド名が改名前のため「The TUBE」名義の作品となっている。
レコーディングは日本国内にて行われ、作詞は前田のほかに三浦徳子や亜蘭知子が参加、作曲は前田および春畑のほかに織田哲郎、鈴木キサブロー、長戸大幸らが参加、プロデュースは長戸および細井虎雄が担当している。本作は「夏」「海」「音楽」という3つのコンセプトを基にしたロックンロールの楽曲が収録されており、また当時20歳であった前田のすでに完成されたボーカルが特徴となっている。
本作はオリコンアルバムチャートにおいて最高位26位となった。先行シングルとして本作からシングルカットされた「ベストセラー・サマー」はオリコンシングルチャートにおいて最高位第13位の登場週数18回で、売り上げ枚数は11.4万枚とヒット曲になった。

## 背景
前田亘輝は中学校2年生の時にフォークソング部の部員が演奏する井上陽水の楽曲「夢の中へ」（1973年）やかぐや姫の楽曲「神田川」（1973年）を聴いて衝撃を受け、その後軽音楽部に入部した前田は以後井上や吉田拓郎の楽曲のコピーに専念することになった。神奈川県立座間高等学校に進学した前田は多くの人間と交流関係を築くなかでハードロックに傾倒することとなり、文化祭などで歌唱することやライブハウスなどにも出入りするようになったほかに、10歳以上も年上のメンバーと「タゴサク」というユニットを結成して様々なイベントに出演、さらに「アツギ・ディレクターズ・カンパニー (ADC)」というマネージメント集団とも交流を持つようになる。事務所を借りて本格的にマネージメントの仕事を始めた前田は学校に行かなくなり、休学届を出した上で音楽事務所であるビーイングに通うようになった。一方で角野秀行は中学生の頃から兄の影響で洋楽を愛聴しており、中学校では音楽の授業中にディープ・パープルなどの曲をギターで弾くようになっていた。しかし角野よりも技術的に上回っていた親友がフェンダーのギターを購入、自身の出る幕がなくなると判断した角野は以降ベースに転向するようになった。神奈川県立厚木北高等学校に進学した角野は軽音楽部に所属し、高校2年生の時に1年生として入部したのが松本玲二であった。松本はTBS系バラエティ番組『ぎんざNOW!』（1972年 - 1979年）にて放送されていたキッスのドラマーであったピーター・クリスが歌唱する姿を見て感銘を受け、その後はレコードを購入し愛聴するようになった。5歳年上の兄に影響された松本はビートルズ、イーグルス、エアロスミスなどを愛聴するようになり、小学校5年生でドラムスを演奏する欲求に駆られるようになっていた。しかし両親にはドラムセットを購入してもらえず、近所の先輩が所有するドラムセットを使用して練習していた松本であったが、高校進学と同時にバンド加入の誘いを受け、同級生との実力の差を思い知った松本は日々練習に明け暮れるようになり、軽音楽部に入部したことで角野と出会うことになった。同時期に角野はハコバンに誘われてキャバレーで演奏するようになっており、キャバレーの下にあるライブハウスで歌唱していた前田と出会うことになった。また、幼少期よりピアノを習っていた春畑道哉は、中学生になるとバンドへの加入を勧められるも、キーボード担当はステージ端に位置されギター担当よりも目立たないことに不満を抱いた結果ギターに転向することとなった。中学校3年生になった際に先輩がエレクトリック・ギターを演奏しているのを見て感銘を受けた春畑は、両親に高校合格のお祝いとしてエレクトリック・ギターを購入してもらい、他の高校に在籍していた友人とともに「バッキングM」というバンドを結成、やがてライブハウスにおいても演奏するようになる。同時期にあらゆるオーディションに応募していた「バッキングM」は1次審査を突破することが出来ずにいたが、地元である町田市で「浜田麻里、ラウドネスを育てたビーイングの大プロデューサー・長戸大幸氏が審査員で来る! 優勝者はレコード・デビュー!!」という告知を見たことから応募を決意することになった。一方ですでにビーイングで仕事をしていた前田は長戸からオーディションの話を聞かされ即決で出場することを決定していた。出場に当たって前田は松本に声を掛けたがバイクレースに参加するために予選は参加出来ず、松本は決勝だけ参加することとなった。
このような経緯でビーイング主催の「シルクロード音楽祭」に別々のバンドで出場することになった前田および松本と春畑であったが、決勝当日の会場には前田および松本が出場することを知っていた角野が観客席で観覧していた。前田の歌唱を聴いた角野はその実力を目の当たりにし、また「バッキングM」として参加していた春畑は前田のボーカルに対して「こんなパンチにあるボーカルの人と一緒にバンドやれたらいいなぁ」との思いを抱いたという。一方で前田の出番が終了したために会場を後にしようとしていた角野であったが、春畑のギター演奏が聞こえてきたために立ち止まって聞き入り強い印象を受けることになった。結果としてグランプリ受賞は叶わなかったものの、前田はベスト・ボーカリスト賞、春畑はベスト・ギタリスト賞をそれぞれ獲得した。結果発表において優勝は該当者なしとされたために会場内ではブーイングが巻き起こったが、主催側からは「今回の各部門賞を取った人たちによるユニットを結成して活動してもらうことになるかもしれません」との発表がなされた。その後ビーイング側から春畑に対して前田に合わせたいと連絡があり、前田からバンド結成の打診を受けた春畑はこれを快諾、そこに角野とドラマーを加えた形で「パイプライン」というバンドを結成することになった。当時「バッキングM」および「パイプライン」と2つのバンドを掛け持ちしていた春畑は前田からプロを目指す以上はどちらかに絞るべきであると提案され、悩んだ挙句プロになりたいとの一心から「バッキングM」からの脱退を決意。晴れて「パイプライン」に専念することになった春畑であったが、当時「パイプライン」に参加していたドラマーが受験勉強を理由に脱退を表明、そこで角野はメンバーに対して後輩にドラマーがいると紹介、メンバー確保のため緊迫している中で余裕の表情を見せる角野をメンバーは訝しがったが、後に松本を紹介されたメンバーは「そっか、お前がいたっけ（笑）」と受け入れることになった。デビューを心待ちにしていたメンバーであったが事務所からは全く通知がなく、バンドの練習とローディーの仕事を兼務していた角野は体調を崩し、十二指腸の手術を受けるため入院することになった。その後事務所側からオーディションへの参加を促されたメンバーであったが、オーディションの日と角野の手術予定日が重なってしまったために医者を説得して手術の日を延期、角野は病院から練習場へと通い皆で事務所から指定されたサザンオールスターズの楽曲などを練習することになった。オーデイデョンの当日はスタジオのブース内にメンバーが入り、ブース外にはガラス越しにメンバーを見つめる審査員の姿が見える状態であった。緊張していたメンバーは思うような演奏が出来ずに落胆していたが、後日事務所から合格の連絡とともにソニーからデビューするという通知を受けることになった。

## 録音、制作
デビューが決定した「パイプライン」であったが、正式なレコーディングが決定したとの報を受け、メンバーはデビュー曲の方向性について話し合いを行っていた。レコーディング当日、スタジオを訪れたメンバーを待っていたのは多くのスーツ姿の面々であった。人数の多さに面食らったメンバーであったが、集合していたのはレコーディングスタッフだけではなくCM関連で広告代理店の者が来ている状態であった。スタジオ内でメンバーがデビュー曲について話し合いをしていると、スタッフから歌詞と楽曲は用意してあると通知され、混乱していたメンバーであったがその場は了承し、デビュー曲となる「ベストセラー・サマー」のレコーディングが行われた。またデビューに際して、バンド名はサーファーの間での通称である波が作る管を意味する「パイプライン」と同様の意味を持つ「チューブライディング」から「The TUBE」と変更された。
デビューへの道を模索し始めた4名であったが、重要なライブを目前にして角野が入院することや、「パイプライン」から「The TUBE」へのバンド名変更、デビュー曲がメンバーによる自作曲ではなく職業作家によるものにされるなど活動は順風満帆とは言えない状況であった。その後青山にあるビクタースタジオ301およびビーイングが所有するスタジオバードマン、サウンドインAスタジオにて本作のレコーディングが開始されることになった。レコーディングの合間には雑誌の取材やテレビ番組の仕事が入り、メンバーのスケジュールは過密になっていった。デビューに際して事務所側が作成したプロフィールには「特技・サーフィン」と記載されており、この時点ですでにTUBEは夏のバンドというイメージで売り出されることが決定していた。当時はアイドルバンドのように扱われていたTUBEであったが、スタジオ内のスタッフはメンバーをミュージシャンとして扱っており、「オマエら音楽しっかりやれよ」「下手くそ、オマエ実家帰れ!」などの罵声を浴びせられることもあったという。しかし厳しい環境下に置かれたメンバーは逆に奮起し、「ベストセラー・サマー」のレコーディング時のような固さや遠慮がちな態度はなくなっていき、楽曲に対して自身の望む方向性を明確に打ち出すようになっていたという。バンドとアイドルの間を彷徨っていたメンバーは「自分たちは一体なんなのか」という自問自答を繰り返していたが、レコーディングの時間が一番充実しているひと時となっていた。
レコーディングにはメンバーがアマチュア時代に楽曲をコピーしていた織田哲郎も参加しており、織田哲郎 & 9th IMAGEのアルバム『Day and Night』（1980年）収録曲でありメンバー全員が最も好んでいた楽曲である「Sandy」をアルバムに収録することが決定した。本作に作家として参加した織田は当時ソロ活動を始めたばかりであり、書籍『地球音楽ライブラリー チューブ 改訂版』では織田が後に至るまでTUBEの育成を担った存在であるものの、織田自身もTUBEへの作品提供の過程で育てられた面があるとも主張し、本作が第32回日本レコード大賞を受賞したB.B.クィーンズの楽曲「おどるポンポコリン」（1990年）の大ヒットや相川七瀬のプロデュースへの布石となったのであればJ-POPの源泉のひとつであると位置づけられるとも主張した。また1985年のJ-POPシーンではチェッカーズやBOØWYがブレイクを果たし、C-C-Bなどのアイドルバンドが多数登場、さらに80年代に活躍した渡辺美里や聖飢魔II、米米CLUBなどがデビューしている。書籍『地球音楽ライブラリー チューブ 改訂版』では、本作のリリースされた1985年はJ-POPにおいて重要な意味を持つ年であったと主張している。

## 音楽性とテーマ
本作はバンド名やアルバムジャケットに表される「夏」「海」「音楽」の3つのコンセプトで成り立っている。本作で掲げられたコンセプトはその後の同バンドの支柱となった。本作に収録された楽曲の内、夏および夏を意味する言葉、また海および海を意味する言葉はそれぞれ9回登場し、夏および海を連想させる曲名は全10曲中7曲となっており、コンセプトである「夏」および「海」を強固に表現している。書籍『地球音楽ライブラリー チューブ 改訂版』では、サウンド面ではロックンロールを基調としているものの、50年代に誕生したサーフ・ミュージックや加山雄三やザ・ワイルドワンズによって始まった湘南サウンド、当時夏や海をイメージした楽曲を独占していたサザンオールスターズのサウンドとも一線を画す和製ロックンロールであると記されている。また、矢沢永吉が所属していたロックバンドであるキャロルの発展形という捉え方も可能であるとも記されている。
また同書では前田の歌唱力にも着目しており、当時20歳であった前田のボーカルは粗削りな箇所がありながらもそれをプラスにしてしまうほどの力量があると主張し、すでに完成の域にあると述べている。後に宇多田ヒカルが16歳にして完成された歌声を披露することとなったが、男性ボーカリストでは前田が最も早熟であり、後に至るまで20歳前半で前田と同等の歌唱力を持つボーカリストは存在しないと同書では主張している。収録曲の内、7曲目の「ONJUKU-OUHARA-TAITOU抜けて」に使われているONJUKU（御宿）、OUHARA（大原）、TAITOU（太東）は、すべて千葉・外房にある地名である。また、9曲目は山本翔のシングル曲「デビル・ウーマン」（1979年）のカバーであり、10曲目の「サンディー」は織田哲郎 & 9th IMAGEのアルバム『Day and Night』収録曲であった「Sandy」をカタカナ表記に改題したカバーとなっている。

## リリース、チャート成績
本作は1985年7月1日にCBS・ソニーからLP、CD、CTの3形態でリリースされた。本作のLP盤はオリコンアルバムチャートにて最高位第29位の登場週数13回で、売り上げ枚数は2.7万枚、CT盤は最高位第26位の登場週数17回で売り上げ枚数は2.6万枚、売り上げ枚数は総合で5.3万枚となった。収録曲の内「セイリング・ラヴ」はキリンビールの1985年イメージソングとして、先行シングルとしてリリースされた「ベストセラー・サマー」はキリンビール「キリンびん生」のコマーシャルソングとして使用され、オリコンシングルチャートにおいて最高位第13位の登場週数18回、売り上げ枚数は11.4万枚でヒット曲となった。
本作ジャケットのアルバムタイトルの下に「Shaping Up Your Heart In The Summer Breeze」の文言が記載されており、2作目のオリジナル・アルバム『OFF SHORE DREAMIN'』（1985年）においても同様の文言が使用されている。また、30枚目のオリジナル・アルバム『Surprise!』（2010年）のジャケットにおいて25年振りに同文が記載され、「Shaping Up Your Heart In The Summer Breeze」という同名の楽曲が収録されている。本作はその後、CD盤のみ1991年7月1日および2003年7月2日に再リリースされている。

## プロモーション
デビュー・シングル「ベストセラー・サマー」が売り上げを順調に伸ばしていくと同時に雑誌からの取材も増していき、音楽誌だけではなくアイドル誌やティーン雑誌などからの取材も受けるようになり、好物や好きな色などアイドル向けのような質問を繰り返されることにメンバーは辟易していた。当時はC-C-Bやチェッカーズなどのバンドがアイドルとして扱われていた背景もあり、若手バンドがデビューした際にアイドル誌が取材合戦を繰り広げることが日常茶飯事となっていた。TUBEもアイドルバンドと位置付けられた結果、「女子プロのダンプ松本に前田殴り込み!」という企画において前田はトランクス姿で女子プロレス団体へと行かされることや、ヘア・カタログの雑誌においては髪型だけの撮影のところを上半身裸で撮影する状態にされたこともあった。それらの取材は音楽とは全く関係のないものであったが、メンバーは「こういうことも大切なんだ」と不平不満を言わずに受け入れていた。これらの活動を見た地元の音楽仲間からは「オマエら何やってんだよ」と苦言を呈されることがあり、特にセミプロのミュージシャン仲間が多く存在した角野は頻繁に同様の場面に遭遇することが多く、自宅で友人からの電話に対応することを忌避した結果、夜中の1時頃までゲームセンターで時間を潰すこともあったという。
1985年8月28日にはフジテレビ系音楽番組『夜のヒットスタジオDELUXE』（1985年 - 1989年）に出演することが当日に決定し、オフを取っていたメンバーに対してスタッフは急遽行方を探す事態となり、角野と松本は海に行っていたところを押さえられ、前田と春畑もその後に連絡が取れたために出演することになった。テレビプロデューサーであるきくち伸によれば、当日午後2時頃に音合わせをしていた段階で出演予定であったバンドが急遽取りやめになり、代役として選ばれたのがデビューして間もないTUBEであった。携帯電話もない時代のため海にいたメンバーを探すためにビーチのアナウンスで呼び出しを行い、メンバー全員がスタジオに入ったのが生放送本番10分前の午後8時50分であった。当時まだ無名であったTUBEメンバーはフジテレビ入口で警備員に止められており、あわてて走って迎えに行ったときくちは述べている。きくちは当時のことを「そりゃそうだ。観たことも聴いたこともないない若者が海からそのまんまの格好で、生放送30分前にやってきて、「僕、今から『夜ヒット』に出るんです」って、そのまま入れるほうがどうかしてる」と回想している。結果としてTUBEは1回の音合わせと1回のカメラリハーサルのみでそのまま本番を迎えることになった。しかし放送では司会者の井上順が「ザ・ウエーブのみなさんです!」とバンド名を間違えるアクシデントが発生した。

## アートワーク
レコーディングのためにスタジオに通う日々が続いていたメンバーであったが、スタジオに行く前に事務所に立ち寄るよう指示が出され、六本木にある事務所を訪れると「今日はレコーディングはお休み。4人で美容院に行ってきて」と通達される。ジャケット写真撮影の話を聞いていたメンバーはこれを了承し、ヘアメイクスタッフと思われる男性に連れられて原宿にある美容院へと向かうことになった。どんな髪型にされるのか分からない状況下でメンバーは緊張しており、実際に仕上がりを見たメンバーは言葉を失うことになった。前田は横側を刈り上げにされた上に後頭部にわずかに残された髪をカラフルなバンドで留められており、角野はショートボブのような髪型で松本は短髪にされツンツンヘアーにされていた。春畑は3人の中で比較的まともな髪型であったが、坊ちゃん刈りになっておりハードロック好きのギタリストには到底見えない状態になっていたという。複雑な感情を抱いて事務所に戻ったメンバーであったが、デビュー曲用の衣装が決定したと言われ用意されていたのが青と白の太いストライプが入った派手な衣装であり、さらにバンド名を「The TUBE」に変更すると通達された。髪型と衣装には疑問を持っていたメンバーであったが、新たなバンド名に関してはメンバーも納得する形となった。1985年6月1日に4名は「The TUBE」としてシングル「ベストセラー・サマー」で正式にデビューしたものの、シングルジャケットに使用された白と青のストライプ模様のメンバーの衣装はメンバーの意志によるものではなかったことに関して、書籍『地球音楽ライブラリー チューブ 改訂版』では当時人気となっていたチェッカーズやC-C-Bがビジュアル・イメージも含めたトータル・コーディネートやコンセプトに基づいた戦略によりブレイクしており、またロックシーンにおいてもBOØWYが同様の戦略で成功を収めていたことからThe TUBEのスタッフも実践したのではないかと推測している。

## 収録曲
CDブックレットに記載されたクレジットを参照。
| #         | タイトル                                       | 作詞               | 作曲           | 編曲                     | 時間  |
| --------- | ---------------------------------------------- | ------------------ | -------------- | ------------------------ | ----- |
| 1.        | 「セイリング・ラヴ」(SALING LOVE)              | 長戸秀介、織田哲郎 | 織田哲郎       | 長戸大幸                 | 4:13  |
| 2.        | 「渚でキッス」(NAGISA DE KISS)                 | 前田亘輝           | 長戸大幸       | 長戸大幸                 | 4:00  |
| 3.        | 「涙のハーバーライト」(NAMIDA NO HARBOR LIGHT) | 三浦徳子           | 鈴木キサブロー | TUBE                     | 3:43  |
| 4.        | 「ベストセラー・サマー」(BEST SELLER SUMMER)   | 三浦徳子           | 鈴木キサブロー | 武部聡志、鈴木キサブロー | 3:15  |
| 5.        | 「ミッドナイト・ビーチ」(MID NIGHT BEACH)      | 長戸大幸           | 中島正雄       | 長戸大幸                 | 4:17  |
| 合計時間: | 合計時間:                                      | 合計時間:          | 合計時間:      | 合計時間:                | 19:28 |

| #         | タイトル                                                    | 作詞      | 作曲      | 編曲      | 時間  |
| --------- | ----------------------------------------------------------- | --------- | --------- | --------- | ----- |
| 6.        | 「ピンナップ・サーファーガール」(PIN-UP SURFER GIRL)        | 前田亘輝  | 春畑道哉  | TUBE      | 3:47  |
| 7.        | 「ONJUKU-OUHARA-TAITOU抜けて」(ONJUKU-OUHARA-TAITOU NUKETE) | 前田亘輝  | 前田亘輝  | TUBE      | 2:42  |
| 8.        | 「オールサマー・ロング」(ALL SUMMER LONG)                   | 前田亘輝  | 前田亘輝  | TUBE      | 3:50  |
| 9.        | 「デビル・ウーマン」(DEVIL WOMAN)                           | 亜蘭知子  | 長戸大幸  | 長戸大幸  | 4:13  |
| 10.       | 「サンディー」(SANDY)                                       | 亜蘭知子  | 織田哲郎  | 長戸大幸  | 4:52  |
| 合計時間: | 合計時間:                                                   | 合計時間: | 合計時間: | 合計時間: | 19:24 |

## スタッフ・クレジット

### The TUBE
CDブックレットに記載されたクレジットを参照。
- 前田亘輝 – ボーカル
- 春畑道哉 – ギター、キーボード、コーラス
- 角野秀行 – ベース、コーラス
- 松本玲二 – ドラムス

### スタッフ
CDブックレットに記載されたクレジットを参照。
- 長戸大幸 – プロデューサー
- 細井虎雄 – コ・プロデューサー
- 小松久 – ディレクター
- 渡部良 – ディレクター
- 酒井政利 – エグゼクティブ・プロデューサー
- 菅原潤一 – エグゼクティブ・プロデューサー

- 前田弘史 (C.S.G.A) – アート・ディレクション、デザイン
- やぎかずよし (C.S.G.A) – ビジュアル・コーディネーター
- デイヴ・B・ヨルン – フロントカバー写真
- 小泉光 – バックカバー写真、インナー写真
- 森山徹 – インナー写真
- かたくらたかゆき – スタイリスト
- 新井アキヒサ – ヘアー&メイク・アップ
- 中島正雄（ビーイング） – スペシャル・サンクス
- あわやとしひさ – スペシャル・サンクス

- 坂本充弘（スタジオバードマン） – エンジニア、リミックス・エンジニア
- 鈴木慶三 – エンジニア、リミックス・エンジニア
- 島田勝弘 – アシスタント・エンジニア
- 市原克己 – アシスタント・エンジニア
- 菅原伸行（スタジオバードマン） – アシスタント・エンジニア

## リリース日一覧
| No. | リリース日    | レーベル                                     | 規格   | カタログ番号 | 最高順位 | 備考                   | 出典          |
| --- | ------------- | -------------------------------------------- | ------ | ------------ | -------- | ---------------------- | ------------- |
| 1   | 1985年7月1日  | CBS・ソニー                                  | LP     | 28AH-1887    | 29位     |                        | [ 41 ]        |
| 2   | 1985年7月1日  | CBS・ソニー                                  | CD     | 32DH-259     | -        |                        |               |
| 3   | 1985年7月1日  | CBS・ソニー                                  | CT     | 28KH-1707    | 26位     |                        | [ 41 ]        |
| 4   | 1991年7月1日  | ソニー・ミュージックレコーズ                 | CD     | SRCL-2009    | -        |                        | [ 42 ] [ 43 ] |
| 5   | 2003年7月2日  | ソニー・ミュージックアソシエイテッドレコーズ | CD     | AICL-1450    | -        |                        | [ 44 ] [ 45 ] |
| 6   | 2012年11月7日 | ソニー・ミュージックレーベルズ               | AAC-LC | -            | -        | デジタル・ダウンロード | [ 46 ] [ 47 ] |